# Výpověď (pracovní právo)
Výpověď z pracovního poměru je právní jednání, které spočívá v jednostranném ukončení pracovního poměru nebo obdobného pracovněprávního vztahu předběžným oznámením, tedy pokud účinek výpovědi nastává až po uplynutí výpovědní lhůty (výpovědní doby).

## Česká právní úprava
V současném českém pracovním právu ji může využít jak zaměstnanec, tak zaměstnavatel, ovšem za rozdílných podmínek. Musí být dána písemně a doručena druhému účastníku, jinak je neplatná. Výpovědní doba činí nejméně dva měsíce a začíná běžet od prvního kalendářního dne následujícího po měsíci, kdy byla výpověď podána.
Podle rozhodnutí nejvyššího soudu ze dne 18. prosince 2018 je žádoucí, aby úkon směřující k rozvázání pracovního poměru učinila (podepsala) skutečně ta osoba, která je k němu oprávněna, což lze zaručit pouze vlastnoručním podpisem. Pokud by výpověď vlastnoručním podpisem opatřena nebyla, jednalo by se o zdánlivé rozvázaní pracovního poměru. Místo vlastnoručního podpisu tak nelze použít podpisové razítko.
Dalšími způsoby ukončení pracovního poměru jsou jednostranná právní jednání okamžité zrušení pracovního poměru a zrušení pracovního poměru ve zkušební době, jediným dvoustranným právním jednáním je dohoda o rozvázání pracovního poměru.

### Výpověď daná zaměstnancem
Zaměstnanec může dát výpověď z jakéhokoli důvodu nebo i bez uvedení důvodu. Ale i pro něj pak platí povinnost setrvat v pracovním poměru nejméně ještě dva měsíce.

### Výpověď daná zaměstnavatelem
Zaměstnavatel může dát výpověď jen ze zákonem uznaných důvodů a tento důvod musí ve výpovědi skutkově a konkrétně vymezit tak, aby nebyl zaměnitelný s jiným. Uvedený důvod nemůže po podání výpovědi měnit.

#### Ochranná doba
Zaměstnavatel může dát výpověď pouze mimo tzv. ochrannou dobu, což je doba:
- úmyslně nezaviněné a dočasné pracovní neschopnosti,
- vojenského cvičení,
- výkonu veřejné funkce (např. uvolněný obecní nebo krajský zastupitel, poslanec, senátor)
- těhotenství a
- mateřské nebo rodičovské dovolené.

Pokud by byla výpověď dána před vznikem ochranné doby a výpovědní doba by měla uplynout až v jejím průběhu, pak se ochranná doba do doby výpovědní nezapočítává. Tedy výpovědní doba uplyne nejdříve až uplynutím zbývající její části po skončení doby ochranné. Ochranná doba však přesto neplatí, pokud by šlo o výpověď z důvodu, že se zaměstnavatel nebo jeho část ruší, že přesunuje své sídlo zcela mimo místo výkonu práce zaměstnance, nebo že zaměstnanec (kromě toho, kdo je na mateřské nebo rodičovské dovolené) závažně nebo opakovaně poruší pracovní kázeň či právní předpisy, kterými se má při své práci řídit.

#### Důvody výpovědi
Zákon uznává pouze tyto důvody, pro které může zaměstnavatel dát zaměstnanci výpověď:
- ruší-li se zaměstnavatel či jeho část, nebo mění-li sídlo,
- stane-li se zaměstnanec nadbytečným (např. při snižování stavů),
- stane-li se zaměstnanec dlouhodobě pracovně nezpůsobilým vzhledem ke svému zdravotnímu stavu,
- zaměstnanec nesplňuje kvalifikační předpoklady pro výkon práce,
- zaměstnanec nemá dlouhodobě dobré pracovní výsledky a byl k nápravě v posledním roce písemně vyzván nebo
- zaměstnanec závažně nebo opakovaně poruší pracovní kázeň, či ji porušuje méně závažně, ale soustavně a byl v posledním půlroce písemně upozorněn na možnost výpovědi.

### Výpovědní doba
Výpovědní doba představuje časový úsek, jehož uplynutím končí pracovní poměr, byla-li podána výpověď ať už zaměstnancem nebo i zaměstnavatelem. Trvá nejméně 2 měsíce, začíná však běžet vždy až prvním dnem měsíce následujícího po doručení výpovědi a končí posledním dnem příslušného kalendářního měsíce.
Její prodloužení je možné smlouvou mezi stranami. Její zkrácení je možné pouze v souvislosti s přechodem práv a povinností z pracovněprávních vztahů nebo přechodem výkonu práv a povinností z pracovněprávních vztahů. Takový pracovní poměr je možné ze strany zaměstnance ukončit nejpozději v den předcházející dni přechodu práv a povinností nebo dni, kdy přechod práv a povinností z pracovněprávních vztahů nabude účinnosti. Jedná se zejména o případy, kdy závod přechází na jiného vlastníka a dochází tak ke změně zaměstnavatele.

### „Výpověď dohodou“
„Výpověď dohodou“ z právního hlediska neexistuje, obvykle maskuje dohodu o rozvázání pracovního poměru, ale u zaměstnance má navodit pocit, že se jedná o výpověď, takže ji musí přijmout. Pokud takovou „výpověď“ zaměstnanec přijme, připraví se o výhody, které jsou spjaty s výpovědí ze strany zaměstnavatele. Dohoda je pro zaměstnance často nevýhodná, výhodná je pouze v případě, kdy chce rychle odejít ze své současné pozice.